# Џеси Племонс
Џеси Племонс (енгл. Jesse Plemons; 2. априла 1988, Далас, Тексас), амерички је филмски и ТВ глумац и продуцент.
Номинован за Оскара (2022) и БАФТА (2022), двоструко номинован за Еми (2016, 2018). Најпознатији је по улогама у телевизијским серијама Светла петком увече, Чиста хемија и Фарго. Познат је и по филмовима Мастер, Црна миса, Мост шпијуна, Човек из сенке, Моћ пса, поред многих.